# أطلس الحضارة الإسلامية
الأطلس الثقافي للإسلام هو عمل مرجعي لإسماعيل راجي الفاروقي ولويس لمياء الفاروقي نُشر بعد وفاته عام 1986. يقدم الكتاب نظرة شاملة على الحضارة الإسلامية تغطي جوانب مختلفة مثل التاريخ والجغرافيا والثقافة والفن والعلوم. ويهدف إلى المساهمة في فهم التراث المتنوع للإسلام.

## الملخص
ويعد الكتاب دليلاً شاملاً للعالم الإسلامي حيث يقدم وصفاً مفصلاً للتطورات الثقافية والتاريخية للمجتمعات الإسلامية. صمم لتثقيف القراء حول طبيعة الحضارة الإسلامية المتعددة الأوجه مع تسليط الضوء على مساهمات المسلمين في الثقافة والمعرفة العالمية. وُصِف الكتاب بأنه "وليمة بصرية فخمة" مع نص كبير.

## الخلفية
تعاون الفيلسوف الفلسطيني الأمريكي إسماعيل الفاروقي وخبيرة الفن والموسيقى الإسلامية لويس لاميا في إنتاج هذا العمل الضخم. صدر الأطلس الثقافي للإسلام بعد شهر من وفاة المؤلفين. هدف المؤلفون إلى تقديم صورة شاملة للثقافة الإسلامية ومعالجة جوانب مختلفة من تطورها التاريخي والثقافي.

## المحتويات
وينقسم الأطلس الثقافي للإسلام إلى عدة أقسام رئيسية:

### المقدمة
يقدم المقدمة نظرة عامة على العالم الإسلامي وشعبه وتنوعه الثقافي.

### الخلفية التاريخية
يقدم هذا القسم تسلسلًا زمنيًا مفصلاً للتاريخ الإسلامي من عهد النبي محمد إلى العصر الحديث.

### التوزيع الجغرافي
يتضمن هذا الجزء خرائط وأوصافًا للمناطق التي يمارس فيها الإسلام مع تسليط الضوء على التنوع داخل العالم الإسلامي.

### المساهمات الثقافية
في هذا القسم يستكشف الكتاب الفن الإسلامي والعمارة والأدب والموسيقى والعلوم ويوضح إنجازات الحضارات الإسلامية.

### الهياكل الاجتماعية
يتناول هذا الجزء الجوانب الاجتماعية والاقتصادية والسياسية للمجتمعات الإسلامية بما في ذلك البنية الأسرية والتعليم والحكم.

## المواضيع
تدور الموضوعات الرئيسية للكتاب حول وحدة وتنوع الثقافة الإسلامية. ويؤكد المؤلفون على مفهوم التوحيد باعتباره موضوعا مركزيا في الفن والثقافة الإسلامية. وتشمل الموضوعات الأخرى أهمية المعرفة والترابط بين المناطق الإسلامية المختلفة والطبيعة الديناميكية للحضارة الإسلامية عبر الزمن.

## نقد
وقد حظي الكتاب بالثناء والنقد من قبل النقاد. وقد وصفوه بأنه نتاج للنهضة الإسلامية الحالية مع نهج مثير للجدل يؤكد تفوق الإسلام على الديانات العالمية الأخرى. انتقد بعض النقاد الكتاب بسبب سوء تنظيمه ومفرداته المعقدة والتي قد تخيف القراء العاديين. وأشار آخرون إلى الافتقار إلى التكامل بين النص والعناصر المرئية مما يجعل التنقل في الكتاب صعبًا.

## النشر
تم نشر الأطلس الثقافي للإسلام في عام 1986 من قبل شركة ماكميلان للنشر في نيويورك وكولير ماكميلان للنشر في لندن. وقد أعترف بهذا العمل لدقته العلمية ومساهمته في تعزيز فهم أعمق للثقافة والتاريخ الإسلامي.

## روابط خارجية
- الأطلس الثقافي للإسلام بصيغة PDF
- إسماعيل الفاروقي موقع إلكتروني عن حياة وأعمال الدكتور إسماعيل الفاروقي